# 儒家神道

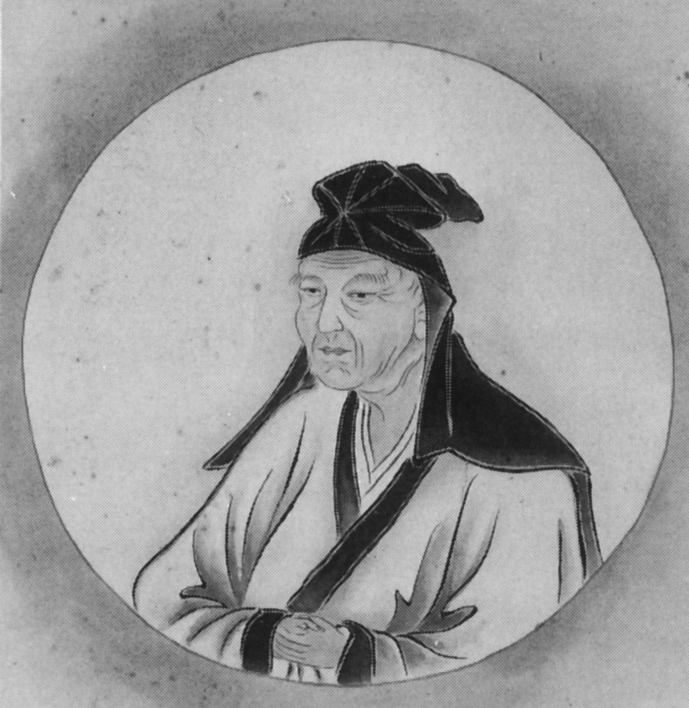
林羅山

儒家神道（じゅかしんとう、じゅけしんとう）是江戶時代儒學者提唱的神道，是以儒教來解釋的神道論說。也稱神儒一致思想或神儒習合說。

## 歷史
江戶時代，儒學者林羅山提唱神儒一致思想，影響許多神道家和儒學者，例如提唱垂加神道的山崎闇齋、吉川神道的創始者吉川惟足、曾任外宮神職的度會延佳等。在這之前，北畠親房的『神皇正統記』、度會家行的『類聚神祇本源』等可見這類思想，清原宣賢的神道說則導入宋學的理論。
進入江戶時代後，藤原惺窩主張神道和儒教一致。林羅山的神儒一致思想繼承其師惺窩之論，並加以發展。羅山自身提倡理當心地神道，其神儒一致思想的特徵是徹底的排佛思想。羅山出現之前的神儒一致思想未見排佛思想。

## 思想
神儒一致思想分成重視儒教和重視神道，林羅山、貝原益軒、三輪執齋等傾向前者，雨森芳洲、山鹿素行、熊澤蕃山、二宮尊德、帆足萬里、德川齊昭、藤田東湖等傾向後者。

## 脚注
1. 1 2  『国史大辞典』 321頁
2. ↑  『日本歴史大事典』 492頁
3. 1 2 3  『日本思想史辞典』 455頁
4. 1 2 3 4 5 6 7  『神道辞典』 374頁
5. ↑  『神道辞典』 374-375頁

## 關連項目
- 垂加神道
- 伊勢神道
- 吉川神道